# アーロン・シンプソン
アーロン・シンプソン（Aaron Simpson、1974年7月20日 - ）は、アメリカ合衆国の男性総合格闘家。コロラド州ガニソン出身。パワーMMAチーム所属。

## 来歴
4歳からレスリングを始め、アリゾナ州立大学進学後はNCAAのレスリング全米選手権で2度優勝。
2008年11月5日、WECデビュー戦となるWEC 36でデビッド・アヴェランと対戦し、18秒でKO勝ち。その後、WECミドル級のUFC移管に伴い、UFCへと移籍した。

### UFC
2009年4月1日、UFCデビュー戦となったUFC Fight Night: Condit vs. Kampmannでティム・マッケンジーにパウンドによるTKO勝ち。ノックアウト・オブ・ザ・ナイトを受賞した。
2009年8月29日、UFCナンバー大会初出場となったUFC 102でエド・ハーマンと対戦。2R開始直後にテイクダウンしたところでハーマンが左膝を負傷し続行不能となりTKO勝ちとなった。
2010年1月11日、UFC Fight Night: Maynard vs. Diazでトム・ローラーを判定で破り、ファイト・オブ・ザ・ナイトを受賞した。6月19日のThe Ultimate Fighter: Team Liddell vs. Team Ortiz Finaleではクリス・リーベンにTKOで敗れ、総合格闘技で初黒星を喫した。
2010年11月20日、UFC 123でマーク・ムニョスと対戦し、0-3の判定負けを喫した。
2012年7月11日、ウェルター級転向初戦となったUFC on Fuel TV 4でケニー・ロバートソンと対戦し、判定勝ち。

### WSOF
2013年3月23日、WSOF初参戦となったWSOF 2でジョシュ・バークマンと対戦し、膝蹴りでTKO負けを喫した。

## 戦績
| 総合格闘技 戦績 | 総合格闘技 戦績 | 総合格闘技 戦績 | 総合格闘技 戦績 | 総合格闘技 戦績 | 総合格闘技 戦績 | 総合格闘技 戦績 |
| --------------- | --------------- | --------------- | --------------- | --------------- | --------------- | --------------- |
| 16 試合         | (T)KO           | 一本            | 判定            | その他          | 引き分け        | 無効試合        |
| 11 勝           | 6               | 0               | 5               | 0               | 0               | 0               |
| 5 敗            | 3               | 0               | 2               | 0               | 0               | 0               |

| 勝敗 | 対戦相手               | 試合結果                          | 大会名                                                   | 開催年月日     |
| ×    | ジョシュ・バークマン   | 1R 3:04 TKO（膝蹴り）             | WSOF 2: Arlovski vs. Johnson                             | 2013年3月23日  |
| ×    | マイク・ピアース       | 2R 0:29 KO（スタンドパンチ連打）  | UFC on FX 5: Browne vs. Bigfoot                          | 2012年10月5日  |
| ○    | ケニー・ロバートソン   | 5分3R終了 判定3-0                 | UFC on Fuel TV 4: Munoz vs. Weidman                      | 2012年7月11日  |
| ×    | ホニー・マルケス       | 5分3R終了 判定1-2                 | UFC on Fuel TV 1: Sanchez vs. Ellenberger                | 2012年2月15日  |
| ○    | エリック・シェイファー | 5分3R終了 判定3-0                 | UFC 136: Edgar vs. Maynard 3                             | 2011年10月8日  |
| ○    | ブラッド・タヴァレス   | 5分3R終了 判定3-0                 | UFC 132: Cruz vs. Faber                                  | 2011年7月2日   |
| ○    | マリオ・ミランダ       | 5分3R終了 判定3-0                 | UFC Fight Night: Nogueira vs. Davis                      | 2011年3月26日  |
| ×    | マーク・ムニョス       | 5分3R終了 判定0-3                 | UFC 123: Rampage vs. Machida                             | 2010年11月20日 |
| ×    | クリス・リーベン       | 2R 4:17 TKO（スタンドパンチ連打） | The Ultimate Fighter: Team Liddell vs. Team Ortiz Finale | 2010年6月19日  |
| ○    | トム・ローラー         | 5分3R終了 判定2-1                 | UFC Fight Night: Maynard vs. Diaz                        | 2010年1月11日  |
| ○    | エド・ハーマン         | 2R 0:17 TKO（左膝の負傷）         | UFC 102: Couture vs. Nogueira                            | 2009年8月29日  |
| ○    | ティム・マッケンジー   | 1R 1:40 TKO（パウンド）           | UFC Fight Night: Condit vs. Kampmann                     | 2009年4月1日   |
| ○    | デビッド・アヴェラン   | 1R 0:18 KO（パンチ）              | WEC 36: Faber vs. Brown                                  | 2008年11月5日  |
| ○    | トラヴィス・ディグロー | 3R 3:22 TKO（パンチ連打）         | Full Moon Fighting 2                                     | 2008年5月31日  |
| ○    | スコット・ディングマン | 1R 2:40 TKO（パンチ連打）         | Tuff-N-Uff: Thompson vs. Troyer                          | 2008年2月1日   |
| ○    | ティム・カウルソン     | 1R 3:44 TKO（パンチ連打）         | Proving Grounds 2                                        | 2007年10月5日  |

## 表彰
- レスリング NCAAオールアメリカン（2回）
- UFC ファイト・オブ・ザ・ナイト（1回）
- UFC ノックアウト・オブ・ザ・ナイト（1回）